# Anto Grabo
Anto Grabo (Travnik, 7. prosinca 1960.), bio je hrvatski bosanskohercegovački nogometaš. Igrao za hongkonšku reprezentaciju.

## Karijera
Igrao u Željezničaru, Dinamu iz Vinkovaca, Rudaru iz Ljubije, Novom Sadu, Belgiji, Kini, Maleziji i Hong Kongu. Sa Željezničarom došao do finala Kupa Jugoslavije 1980./81.
Odigrao je tri utakmice za hongkonšku reprezentaciju.

## Nagrade
Proglašen je najboljim inozemnim nogometašem u Hong Kongu za 1993. godinu. Za sezonu 1992./93. bio je u idealnoj momčadi hongkonške prve divizije.